# Rincón de Parangueo
Rincón de Parangueo es una localidad del estado mexicano de Guanajuato. Es parte del municipio de Valle de Santiago.

## Toponimia
El nombre «Parangueo» proviene de los términos en purépecha: parangua, fogón; ro, lugar. Su significado es «lugar de fogones».

## Demografía
| Gráfica de evolución demográfica |
|                                  |

| Censo | Población |
| ----- | --------- |
| 1910  | 276       |
| 1921  | 308       |
| 1930  | 399       |
| 1940  | 582       |
| 1950  | 623       |
| 1960  | 883       |
| 1970  | 1 586     |
| 1980  | 1 665     |
| 1990  | 2 250     |
| 2000  | 2 310     |
| 2010  | 2 553     |
| 2020  | 3 015     |